# Bezymjannaja zvezda
Bezymjannaja zvezda (russisk: Безымянная звезда) er en sovjetisk spillefilm fra 1979 af Mikhail Kozakov.

## Medvirkende
- Igor Kostolevskij - Marin Miroiu
- Anastasija Vertinskaja - Mona
- Mikhail Kozakov - Grig
- Svetlana Krjutjkova - Cucu
- Grigorij Ljampe - Mr. Udrea